# Reginald Pepys Winnington-Ingram
Reginald Pepys Winnington-Ingram (* 22. Januar 1904 in Sherborne, Dorset; † 3. Januar 1993 in London) war ein britischer Klassischer Philologe.

## Leben
Reginald Pepys Winnington-Ingram war ein Sohn von Rear Admiral Charles William Winnington-Ingram und dessen Frau Ida Vere Maude (geborene Chambers). Der anglikanische Bischof Arthur Winnington-Ingram war sein Onkel.
Winnington-Ingram besuchte das Clifton College und studierte am Trinity College der University of Cambridge. Danach war er Lecturer an der Manchester University. Von 1934 bis 1948 war er Reader in Classics am Birkbeck College der Universität London, von 1948 bis 1953 Professor of Classics am Westfield College und von 1953 bis zu seiner Pensionierung 1971 Professor of Greek Language and Literature am King’s College London, dessen Fellow er 1969 wurde. Während seiner Zeit am King’s College war er von 1964 bis 1967 zugleich Direktor des Institute of Classical Studies der Universität London. Des Weiteren war er Präsident der Society for the Promotion of Hellenic Studies (1959 bis 1962) sowie der London Classical Society. Die University of Glasgow verlieh ihm die Ehrendoktorwürde. 1958 wurde er zum Mitglied der British Academy gewählt. In seinen späteren Jahren unternahm er mehrfach Reisen in die Vereinigten Staaten, wo er unter anderem als Visiting Professor in Austin, Texas und an der Boston University unterrichtete.
Winnington-Ingram war von 1938 bis zu deren Tod 1992 mit Mary Cousins verheiratet.

## Forschungsschwerpunkte
Winnington-Ingram war einer der führenden britischen Forscher zur griechischen Tragödie und zur altgriechischen Musik. Er veröffentlichte bahnbrechende Studien zu den Bakchen des Euripides, zu Sophokles und Aischylos. Auf dem Gebiet der antiken Musik edierte er neben einer Studie zu den altgriechischen Tonarten die Schrift Über die Musik des Aristeides Quintilianus.
Winnington-Ingram initiierte 1953 außerdem das King’s College Greek Play, die jährliche Inszenierung eines antiken griechischen Dramas durch Studenten des King’s College London.

## Veröffentlichungen (Auswahl)
- Mode in Ancient Greek Music (1936)
- Euripides and Dionysus (1948)
- (Hrsg.): Aristidis Quintiliani De musica libri tres (1963)
- Sophocles. An interpretation (1980)
- Studies in Aeschylus (1983)